# Faktor (matematik)
 For alternative betydninger, se Faktor. (Se også artikler, som begynder med Faktor)
En faktor er i matematikken et af de tal, der indgår i en multiplikation. 
Eksempelvis er 52 og 7 faktorer i regnestykket 52 x 7 = 364 
Heltal, der kun er delelige med 1 og sig selv, kaldes primtal og kan altså ikke være resultat af en multiplikation, hvis man fraregner 1 som mulig faktor. 
Alle andre heltal (bortset fra 0) kan opløses (faktoriseres) i et antal primfaktorer, hvorved forstås en serie primtal, der multipliceret med hinanden giver tallet. De enkelte primtal, der indgår i produktet, kan eventuelt optræde flere gange. 
Primfaktorerne i tallet 364 er: 2, 2, 7 og 13, idet 2 x 2 x 7 x 13 giver 364
Potenser af tal er tal, der er dannet ved, at den samme faktor ganges med sig selv flere gange. Dette udtrykkes normalt ved, at antallet af faktorer, også kaldet potensen anføres efter faktortallet med hævet skrift, altså f.eks.:
53 = 5 x 5 x 5 = 125

## Faktorisering af polynomier
Polynomier med rationale koefficienter op til og med 4. grad kan faktoriseres til førstegradspolynomier over de rationale tals legeme, eller en udvidelse deraf med et eller flere elementer i de reelle tals eller komplekse tals legeme som kan skrives med rodtegn. Nogle polynomier af højere grad kan faktoriseres på samme vis. 
Alle polynomier kan faktoriseres til førstegradspolynomier, hvis man udelader betingelsen at faktoriseringen skal kunne skrives med rodtegn.
Nogle polynomier kan faktoriseres til polynomier af lavere grad, hvis man ønsker at holde sig indenfor de rationale tals legeme.
Eksempel 1: Nogle 3.-gradspolynomier kan faktoriseres til et 1.- og et 2.-gradspolynomium med rationale koefficienter. 2.-gradspolynomiet vil være faktoriserbart hvis man til føjer et ikke-rationalt tal, skrevet med rodtegn, til det legeme man faktoriserer i.
Eksempel 2: Nogle 11.-gradspolynomier kan faktoriseres til et faktoriserbart 5.-gradspolynomium (faktoriserbart som ovenfor, Z udvidet med rodtegnsskrevne elementer), et ikke faktoriserbart (ved hjælp af rodtegn) 5.-gradspolynomium og et 1.-gradspolynomium. 
Dette beskæftiger man sig med i Galois-teorien.